# Skarkiszki
Skarkiszki (dodatkowa nazwa w j. litewskim Skarkiškiai) – wieś w Polsce położona w województwie podlaskim, w powiecie sejneńskim, w gminie Puńsk.
| SIMC    | Nazwa     | Rodzaj    |
| ------- | --------- | --------- |
| 1011738 | Reszecie  | część wsi |
| 1011750 | Szklarnia | część wsi |

W latach 1975–1998 miejscowość administracyjnie należała do województwa suwalskiego.